# Sumner (condado de Trempealeau, Wisconsin)
Sumner es un pueblo ubicado en el condado de Trempealeau en el estado estadounidense de Wisconsin. En el Censo de 2010 tenía una población de 810 habitantes y una densidad poblacional de 9,23 personas por km².

## Geografía
Sumner se encuentra ubicado en las coordenadas 44°33′29″N 91°13′00″O / 44.55806, -91.21667. Según la Oficina del Censo de los Estados Unidos, Sumner tiene una superficie total de 87.72 km², de la cual 87.61 km² corresponden a tierra firme y (0.12%) 0.11 km² es agua.

## Demografía
Según el censo de 2010, había 810 personas residiendo en Sumner. La densidad de población era de 9,23 hab./km². De los 810 habitantes, Sumner estaba compuesto por el 98.52% blancos, el 0.25% eran afroamericanos, el 0.12% eran amerindios, el 0.37% eran asiáticos, el 0% eran isleños del Pacífico, el 0% eran de otras razas y el 0.74% pertenecían a dos o más razas. Del total de la población el 0.74% eran hispanos o latinos de cualquier raza.